# Kępice (przystanek kolejowy)
Kępice – stacja kolejowa w Kępicach w województwie pomorskim, w Polsce, na linii kolejowej nr 405, łączącej stację Piła Główna z Ustką.
Budynek dworca w końcu lat 90. XX wieku został zamknięty dla pasażerów. Zdewastowany dworzec został przejęty przez gminę, która w połowie 2020 pozyskała na jego remont 4,2 mln złotych w ramach rekompensaty za budowę tarczy antyrakietowej w Redzikowie w ramach „Programu na rzecz zwiększenia szans rozwojowych Ziemi Słupskiej na lata 2019-2024.” Umowa na remont dworca została podpisana w listopadzie 2023 roku, a 21 czerwca 2025 został on oddany do użytku. W ramach inwestycji wyczyszczono elewację budynku, zachowując przy tym oryginalne detale architektoniczne. Od strony peronów powstała poczekalnia dla podróżnych, a na parterze pomieszczenie na galerię sztuki, w której przewidziano także miejsce na eksponaty związane z historią kolei. W budynku umieszczono także siłownię, a na piętrze salę zabaw dla dzieci. Obiekt otrzymał także klimatyzację. 

## Ruch pasażerski
| Rok  | Wymiana pasażerska na dobę | Przypis |
| ---- | -------------------------- | ------- |
| 2017 | 150–199                    | [ 2 ]   |
| 2022 | 200–299                    | [ 3 ]   |

## Połączenia
- Szczecinek
- Miastko
- Słupsk